# Кађероли (Бергамо)
Кађероли је насеље у Италији у округу Бергамо, региону Ломбардија.
Према процени из 2011. у насељу је живело 15 становника. Насеље се налази на надморској висини од 605 м.